# 不需要愛情的夏天
《不需要愛情的夏天》，2002年7月12日至9月13日，於日本TBS電視台每週五22點播出的10回電視劇，渡部篤郎主演，時段為週五連續劇，平均收視率7.8%。
不相信愛情無藥可救的男女彼此邂逅，並發現愛情存在的故事。我們雖然無法透過肉眼看見「愛」，但要相信愛是無所不在的。

## 故事
在歌舞伎町擔任牛郎的禮治（Reiji），涉嫌教唆女客人盜用公款而遭警方逮捕。半年後等待著禮治的，居然是七億三千萬的債務與朋友的叛變。如果兩個月內不能還債，將是死路一條，走投無路的禮治只好暫時住在因為車禍身亡的小弟禮慈（Reiji）家中。此時一名自稱真壁恭一的律師出現在禮治面前。律師轉述住在鎌倉豪宅裡的千金小姐·鷹園亞子正在尋找自幼分離的哥哥禮慈，而真壁律師看見禮慈的遺物誤以為禮治（Reiji）就是他要找的禮慈（Reiji）。同時禮治得知亞子剛繼承了一筆十億的遺產，就圖謀用她的財產來償還欠債，以亞子哥哥的身分進入鷹園家。對把欺騙女性當作工作一樣的禮治來說，攏絡小姑娘當然是易如反掌，但她其實是個頑固而封閉內心的盲眼少女......

## 角色
- 渡部篤郎（白鳥禮治）
- 廣末涼子（鷹園亞子）
- 藤原龍也（芥川奈留）
- 鈴木一真（五十嵐彰）
- Golgo松本（一条晴男）
- 半海一晃（真壁恭一）
- 西山繭子（名波季理子）
- 松尾玲央（伊藤楓）
- 黑川智花（永岡ミエ）
- 野澤秀行（永岡明良）
- 石田惠理（須之内あさみ）
- 森本レオ（ウエダタクロー）
- 坂口良子（中田咲子）
- 荒川良良（鷹園禮慈　タメゴロー）

## 工作人員
- 製作人：植田博樹
- 腳本：龍居由佳里
- 導演：堤幸彥、今井夏木、松原浩
- 音樂：見岳章、武內亨
- 主題曲：池田綾子〈Life〉

## 副標題
| 各集                                                       | 播出日         | 副標題                                    | 導演     | 收視率 |
| ---------------------------------------------------------- | -------------- | ----------------------------------------- | -------- | ------ |
| LAST10                                                     | 2002年07月12日 | 「 -money, money, money-｣                 | 堤 幸彥  | 11.1%  |
| LAST 9                                                     | 2002年07月19日 | 「 -kill me, with love-」                 | 堤 幸彥  | 09.0%  |
| LAST 8                                                     | 2002年07月26日 | 「 -I believe you-｣                       | 今井夏木 | 08.1%  |
| LAST 7                                                     | 2002年08月02日 | 「 -Happy Birthday-」                     | 松原 浩  | 08.8%  |
| LAST 6                                                     | 2002年08月09日 | 「 -only truth! I want-」                 | 松原 浩  | 04.2%  |
| LAST 5                                                     | 2002年08月16日 | 「 -memory of a firefly-」                | 堤 幸彥  | 07.1%  |
| LAST 4                                                     | 2002年08月23日 | 「 -Weddingdress for death-」             | 今井夏木 | 06.3%  |
| LAST 3                                                     | 2002年08月30日 | 「 -Farewell to illusions of happiness-」 | 今井夏木 | 08.2%  |
| LAST 2                                                     | 2002年09月06日 | 「 -I want to die in your arms-」         | 堤 幸彥  | 05.6%  |
| THE LAST 1                                                 | 2002年09月13日 | 「 -Autumn has come-」                    | 堤 幸彥  | 08.9%  |
| 平均收視率 7.8%（收視率由關東地區·Video Research公司調查） |                |                                           |          |        |

## 關連商品
- 影視
錄影帶《愛なんていらねえよ、夏　1～5》（波麗佳音）
DVD《愛なんていらねえよ、夏　1～5》《愛なんていらねえよ、夏　BOXセット》（波麗佳音）
- 音樂CD
池田綾子〈Life〉（環球音樂）
- 書籍
龍居由佳里《愛なんていらねえよ、夏》（角川書店）

## 關連項目
- 不需要愛情的夏天－金柱赫與文瑾瑩主演，韓國翻拍電影版
- 那年冬天，起風了－宋慧喬與趙寅成主演，韓國翻拍電視劇版

## 外部連結
- TBS「愛なんていらねえよ、夏」 （页面存档备份，存于）（日語）
- 不需要愛情的夏天（繁體中文）

| 日本 TBS 週五連續劇                | 日本 TBS 週五連續劇                        | 日本 TBS 週五連續劇 |
| ---------------------------------- | ------------------------------------------ | ------------------- |
|                                    | 不需要愛情的夏天 （2002.7.12 - 2002.9.13） |                     |
| 夢想加州 （2002.4.12 - 2002.6.28） | 媽媽的遺傳因子 （2002.10.11 - 2002.12.13） |                     |